# Johan August van Saksen-Gotha-Altenburg

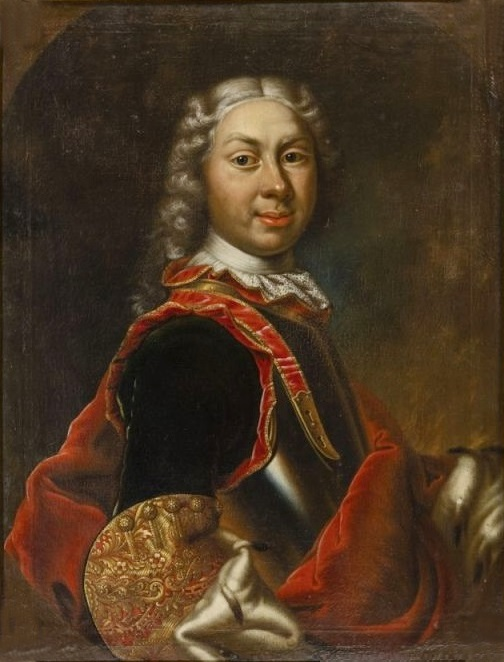
Johan August van Saksen-Gotha-Altenburg.

Johan August van Saksen-Gotha-Altenburg (Gotha, 17 februari 1704 - Roda, 8 mei 1767) was hertog van Saksen-Gotha-Altenburg en generaal-veldmaarschalk in het Keizerlijk Leger.

## Levensloop
Johan August was een zoon van hertog Frederik II van Saksen-Gotha-Altenburg uit diens huwelijk met Magdalena Augusta, dochter van vorst Karel Willem van Anhalt-Zerbst.
Hij trad in 1725 in keizerlijke dienst en vocht in Italië en Hongarije. Na gewond te zijn geraakt in de Slag bij Grocka, onderdeel van de Russisch-Turkse Oorlog van 1735-1739, moest hij enige tijd revalideren in Altenburg. Daarna hervatte Johan August zijn militaire carrière en vocht hij mee in de Oostenrijkse Successieoorlog. Hierbij nam hij deel aan veldslagen in Silezië, Bohemen, Beieren en aan de Rijn. Johan August bracht het uiteindelijk tot Rijksgeneraal-veldmaarschalk en bezat ook een eigen dragondersregiment.
Na zijn huwelijk leefde Johan August met zijn gezin in Roda. Kort voor zijn dood in mei 1767 kreeg hij er het bezoek van koning Frederik II van Pruisen. Hij was eveneens drager van de Orde van de Witte Adelaar.

## Huwelijk en nakomelingen
Op 6 januari 1752 huwde Johan August in Roda met gravin Louise van Reuss-Schleiz (1726-1773), dochter van graaf Hendrik I van Reuss-Schleiz en weduwe van Johan Augusts jongere broer Christiaan Willem. Ze kregen twee kinderen:
- Augusta Louise Frederika (1752-1805), huwde in 1780 met vorst Frederik Karel van Schwarzburg-Rudolstadt
- Louise (1756-1808), huwde in 1785 met hertog Frederik Frans I van Mecklenburg-Schwerin